# 장 조레스

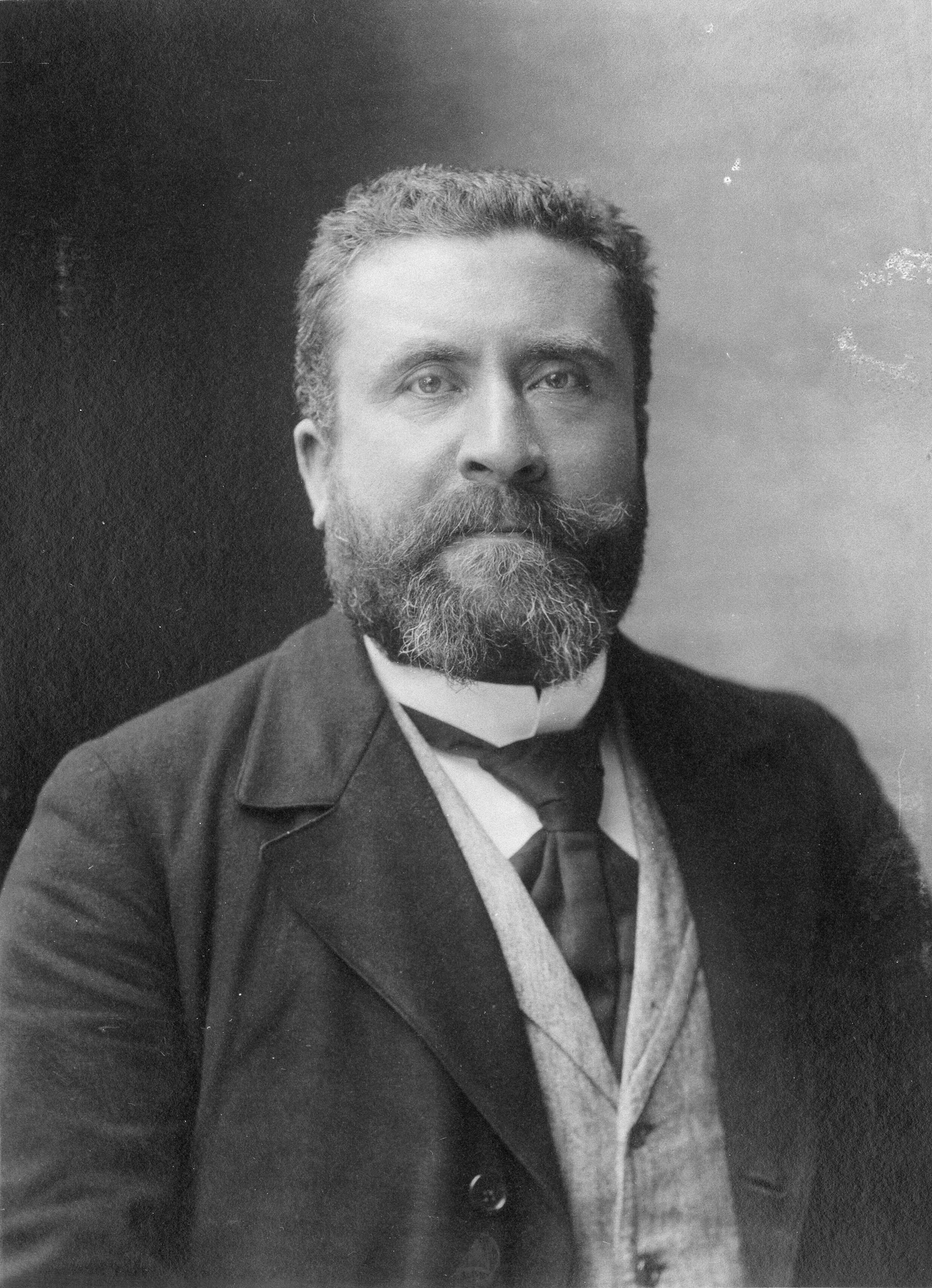
장 조레스

장 조레스(프랑스어: Auguste Marie Joseph Jean Léon Jaurès, 1859년 9월 3일 - 1914년 7월 31일)은 프랑스의 사회주의자이자 사회당 (프랑스) 활동가이다. 1904년 4월 18일에 진보적 일간지인 《위마니테(Humanité)》지를 창간하여 그 주필을 맡았다. 《위마니테》지는 지금까지 발행되고 있는데 아직도 제호에 '창립자 장 조레스'라고 명기하고 있다. 그는 우익 광신자 라울 발랭의 손에 암살당했다.

## 경력

### 교사생활
장 조레스는 1859년 프랑스 남부 타른 도의 농촌 소 부르주아 집안에서 태어났으며, 카스트로 중학교에서 공부하던 중 장학관의 선발로 1878년 파리 고등사범학교에 진학하였다. 당시 프랑스 제3공화국의 공화파들은 공화국 정권의 운명은 교육에 있다고 생각하여 장학관들에게 우수한 인재들을 선발하는 임무를 맡겼다. 파리에서는 고등지식과 정치가 발전하였으며, 장 조레스도 시대의 영향으로 3년간의 고등사범학교 기간 동안 철학, 문학, 역사에 몰두하였다. 사범학교 동기로는 철학자 앙리 베르그송, 사회학자 에밀 뒤르켐 등이 있다. 중학교에서는 철학교사로 일하였는데, 당시 공화파 교사는 사회에서 좌파로 여겨졌다.

### 정치

#### 공화파
1884년 주위의 권유와 해군제독인 삼촌의 영향으로 도 단위의 공화파 하원위원이 되었다. 그는 자신의 정치적 목적을 정의구현으로 이해하여, "날이 갈수록 장인들이 자립하기 어렵고 대기업이 모든 것을 삼키고 있다. 소작인과 차지농과 일용직 노동자들 즉, 농민들은 실제로 구입하기가 점점 불가능하다. 농민은 세금과 세계적인 경쟁과 금융회사와 곡물 투기꾼에 의해 침식당하고 파산당하는데, 대기업, 대금융가, 자본가들은 광대한 토지를 획득하여 재산을 만들어가고 있다"고 경제를 비판하였다. 당시 프랑스에서는 일간지가 100만부, 드레퓌스 사건 당시 로마 가톨릭 교회, 군, 부르주아들의 광신적인 반유대주의에 맞서 투쟁한 에밀 졸라같은 진보적인 작가들의 소설이 10만부나 팔릴만큼 민중들의 지적인 수준이 대단하였다. 그러나 그가 중학생 시절을 보낸 카스트로는 대기업과 로마 가톨릭교회가 결탁하여 강력한 우파세력을 형성한 선거구였으며 구체제를 그리워하는 사람들이 있었다. 그래서 공화파는 사회적 약자들을 기반으로 정치적 도전을 하였으며, 장 조레스도 자신이 농민과 노동자들을 편든다는 자부심이 있었다.

#### 사회주의 운동

##### 전향
1892년 카르모 광부들의 파업투쟁당시 노동자들의 편에 서서 자본가에 맞서는 민중 운동 경험을 쌓음으로써 노동자들의 벗이 된 장 조레스는 1893년 사회주의 후보로 출마하여 당선되었다. 장 조레스는 본래 공화파였지만, 세계최초의 노동자 자치정권인 파리 코뮌(1871년 3월 18일 - 1871년 5월 28일), 폴 라파르그(마르크스의 사위, 저서로는 '성실'이라는 윤리가 자본주의의 윤리일 뿐임을 통찰한 책으로 알려져 있는《게으를 수 있는 권리》 등이 있다.)등의 마르크스주의 이론가들의 영향으로 프랑스에도 마르크스주의가 전래되면서 사회주의로 전향하였다.

## 드레퓌스 사건

### 드레퓌스 사건 초기
조레스는 반유대주의에 근거한 프랑스 군의 조작사건인 드레퓌스 사건 초기에는 드레퓌스의 무죄주장에 무관심 했다. 그러다가 에밀 졸라의 《나는 고발한다》 저술 이후 드레퓌스의 무죄를 지지하는 입장에 서게 된다. 그는 1월 22일자 《라 랑테른》지에 병사들에게 이렇게 호소한다. "우리가 멸망하지 않겠다면 지금은 공화국의 법으로 군 고위층을 혁신해야 할 시점이다. 군 고위층이 끌어 모은 이 사기한들, 귀족과 예수회 회원들에 의해 길을 해매지 않도록 촉구한다" 그러자 하원에서 반드레퓌스파들은 조레스에게 "졸라의 공모자"라고 비난하자 그는 이렇게 외친다. "우선 졸라에 대한 졸속 기소가 거짓이고 비열하다." 이 연설 이후 그는 의회내 드레퓌스 진영의 리더로 못박게 되었다.

### 논술로써 저항하다
그는 드레퓌스 사건을 계기로 부르주아들의 집단적인 폭력을 목격한 그는 '염치가 없는' 부르주아, 반유대주의를 선동하는 로마 가톨릭교회, 드레퓌스 사건의 가해자인 군에 맞서 날카로운 논술실력으로 저항하였다. 그는 드레퓌스 사건 당시 《나는 고발한다》를 써서 명예훼손 혐으로 법정에 선 에밀 졸라를 위해 변호를 하기도 했다. 그는 법정에서 "에밀 졸라 씨는 조국에 대한 고귀한 봉사로 맹렬한 공격을 받고 있다."고 주장하며 " 군부와 가톨릭 교회가 왜 졸라를 증오하는지, 왜 그를 기소하는지 잘 알고 있다며 이렇게 증언한다. "그들은 기적에 대한 이성적이고 과학적인 해석을 견지해 온 사람, 그 인간성을 기소했다. 비참한 프롤레타리아의 향상을 제시한 《제르미날》의 인간성을, 그들은 무의식적으로 조국에 온갖 혼란을 일으키는 이 불성실하고 오만한 무책임으로부터 군 수뇌부를 구하게 될 사람을 기소했다. 이렇게 그들은 이분을 기소하고 몰아낼 수 있겠지만, 이 자리에서 이분 앞에 우리 모두 머리 숙여 존경을 표한다고 말하는 것이 이 나라 모든 자유시민의 뜻임을 나는 확신한다"고 주장했다.

### 의원직 상실
드레퓌스 사건에서 드레퓌스파에 서게 된 그는 가톨릭교회와 왕당파들의 거센 공격에 시달리다 의원직을 잃게 된다. 1898년 반드레퓌스파들은 그에게 "생디카의 노예, 조국없는 유태인들, 배신자 드레퓌스를 변호한 졸라를 옹호했다"며 그가 가는 곳마다 "졸라 타도", "조레스 타도"를 외치며 돌을 던지고 냄비를 두드리고 집요하게 못살게 굴었다. 결국 선거운동을 제대로 하지 못한 그는 의원직을 잃게 되고 〈라 프티트 레퓌블리크〉지의 정치부를 맡아 매일 논설을 쓰는 등 언론계에서 활약한다.

## 사람에 대한 존중
그는 《사회주의와 자유》에서 사회주의는 인간의 권리와 자유를 가장 중요하게 여기는 사상이며, 신학, 가정, 국가 모두 사람을 위해 존재해야지, 사람보다 중요하게 여겨진다면 그건 부정해야 할 사상이요, 족쇄요, 끔찍한 우상에 지나지 않는다고 비판한 진보적인 인문주의자이기도 했다.

## 1차세계대전
조레스는 1891-1894년 프랑스-러시아 동맹을 맹렬히 비난했다. 그는 또 프랑스의 적성국가였던 독일과의 화해를 주장했는데 이 때문에 그는 프랑스의 로마 가톨릭 교회와 민족주의자들에게 독일의 간첩이라며 정치적 공세에 시달렸다. 1914년 6월 사라예보에서 페르디난트 대공이 암살된 이후 그는 최후의 순간까지 제1차 세계대전의 발발을 막기 위해 유럽 각국 정부들을 설득하려고 애썼다. 반면 〈라 크루와〉등 프랑스의 가톨릭 계열 신문들은 조레스와 독일 황제와의 사진을 1면에 나란히 싣고 조레스가 독일을 위해 일한다며 비난했다. 그는 제2인터내셔널을 통해 독일과 프랑스의 노동자와 사회주의자들의 동반 파업으로 다가올 세계대전을 막을 수 있다고 믿었다. 이를 위해 〈위마니테〉에 전쟁을 반대하는 글을 쓰며 노동자들과 사회주의자들의 단결을 호소했다. 프랑스와 독일의 화해를 이루고자 했던 그의 노력은 결국 그의 비극적인 죽음의 한 원인이 되었다. 전쟁에 반대하며 평화를 외치던 그는 프랑스 민족주의자들의 살해 위협에 시달렸다.

## 암살
제1차 세계대전에 반대하는 비폭력주의운동을 하기도 했던 조레스는 1914년 당시 프랑스 사회당의 기관지였던(현재는 프랑스 공산당의 기관지) 위마니테 편집자들과의 저녁식사 도중에 국가주의자 라울 발랭에게 암살당하였다. 그가 암살당한 날은 1914년 7월31일로 1차세계대전이 발발한 7월 28일의 사흘 뒤였다. 1919년 3월 29일 조레스 암살 사건에 대해 법원은 11대 1로 암살자인 라울 발랭에게 무죄판결을 내렸고 라울 발랭은 석방됐다. 법원은 심지어 민사재판의 소송비용까지 조레스의 부인에게 부담시키는 판결을 내렸다. 이에 대해 아나톨 프랑스는 "조레스 암살자는 무죄 선고를 받았다. 노동자들이여! 그를 살해한 것이 범죄가 아니라는 가공할 판결이 공포되었다. 이 판결은 우리를 무법지대로 몰아낸다.노동자들이여 조레스는 당신들을 위해 살았다. 당신들을 위해 죽었다. 이 판결은 당신들을 불법자로 만들었다. 당신들과 당신들의 대의를 수호하는 모든 이들을. 노동자들이여, 깨어 있으라! ."고 썼다.

조레스가 암살당한 다음날 프랑스의 여성작가이자 시인인 안나 드노아유는 이렇게 썼다.
어느 여름날 저녁에 그 강력한 죽음을 보았다.
준엄한 전율. 식탁을 옆에 하고
초라함 곁에 잠든 영광
나는 장엄한 그 죽음과 간소한 그의 방을 보았다
방은 사람의 침묵으로 가득 차 있었다
존경으로 둘러싸인 몽상의 분위기
장중하게 잠든 이 사람에게 평화가 들러붙어 있었다

## 평가
프랑스의 가톨릭 액션〈밭고랑(Le Sillon)〉의 주창자인 마르크 상니에르(Marc Sangnier)는 "조레스의 목소리는 일찍이 프랑스와 세계가 가졌던 가장 숭고한 목소리 중 하나"라고 말했다.

## 어록
| “ | 프롤레타리아는 정치적 선동들의 뜻밖의 반격이 아닌 민주주의와 보통 선거의 법 아래에 자신의 세력을 체계적, 합법적으로 조직함으로써 권력에 도달할 것이다. 공산주의적 질서가 우리 사회에 점진적으로 자리잡는 것은 자본주의적 부르주아지의 붕괴에 의해서가 아니라 프롤레타리아의 성장을 통해서이다. 누구든지 이제부터 필요한 이 진실을 인정하면 사회전환의 구체적이고 확실한 방법들 그리고 진보적인 조직이 머지않아 출현할 것이다. | ” |

| “ | 피 흘린자의 피가 가장 깨끗하다 | ” |

| “ | 나는 로베스피에르와 함께 있고 그의 옆에서 자코뱅 자리에 앉을 것이다. | ” |

## 저서
- 《사회주의와 자유 외》 (장 조레스 지음, 노서경 옮김, 책세상):장 조레스는 살아있을 때 책을 쓴 적이 없었던 것으로 알려져 있기 때문에 책세상에서는 장 조레스의 연설, 신문기고등을 편집하여 노동계급을 위한 의회정치, 다수혁명론, 사회주의와 자유, 젊은이들에게 보내는 연설을 책에 수록하였다. 본 문서는 사회주의와 자유 외중에서 '사회주의 정치인은 무엇을 생각하고 행동했는가'를 참조하였다.

## 같이 보기
- 바바라 터크먼